# Màn hình dẻo

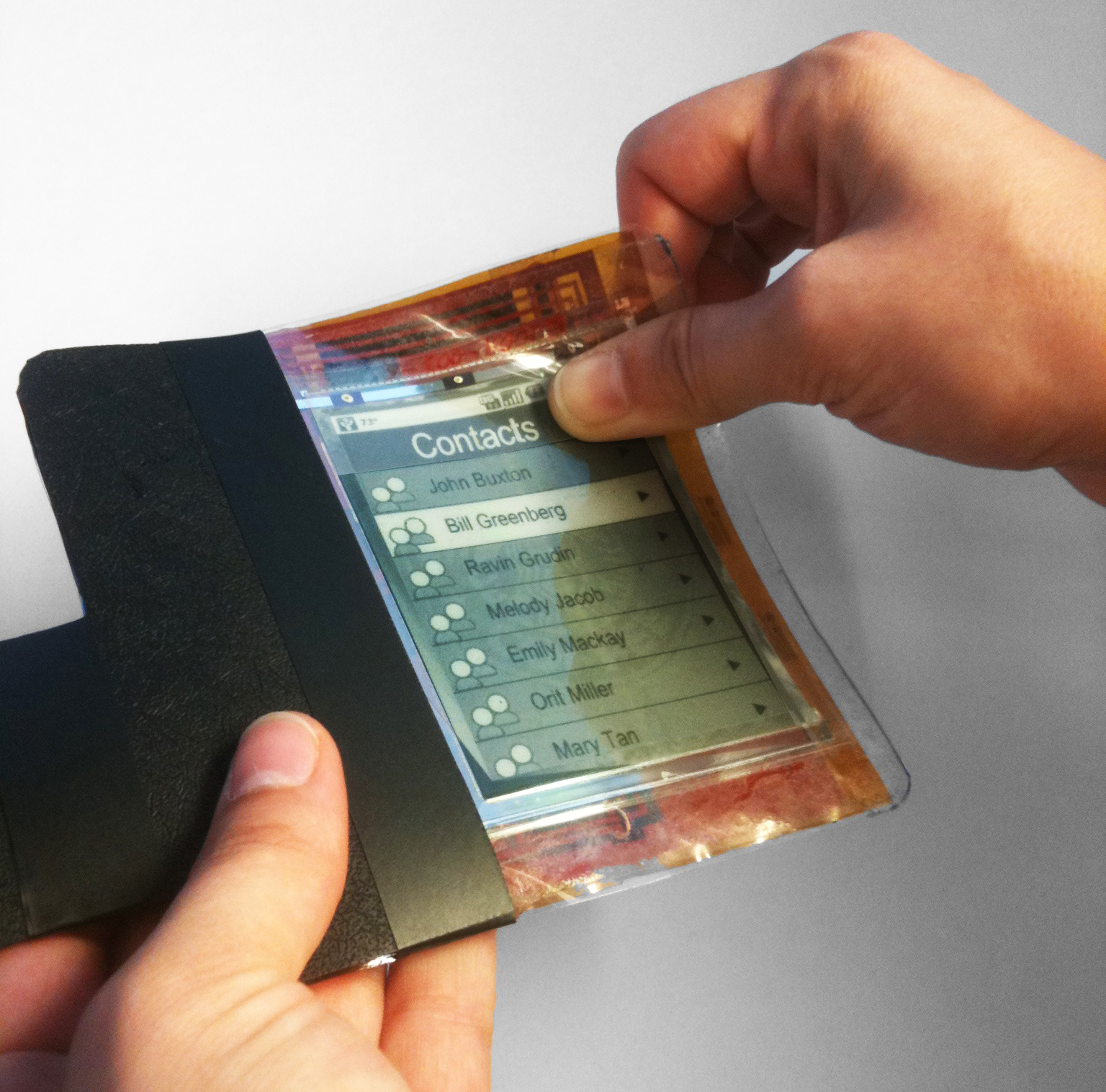
PaperPhone (2011) của Human Media Lab và ASU là hãng đầu tiên chế tạo nguyên mẫu điện thoại thông minh linh hoạt

Màn hình dẻo hay Màn hình linh hoạt là màn hình sử dụng lớp OLED làm bằng vật liệu dẻo, thay vì lớp kính rắn như màn hình thường. Phổ biến ứng dụng trong các thiết bị điện thoại di động, thiết bị đồng hồ đeo tay và trong tương lai là màn hình hiển thị máy tính

## Lịch sử

### Giấy điện tử có màn hình dẻo

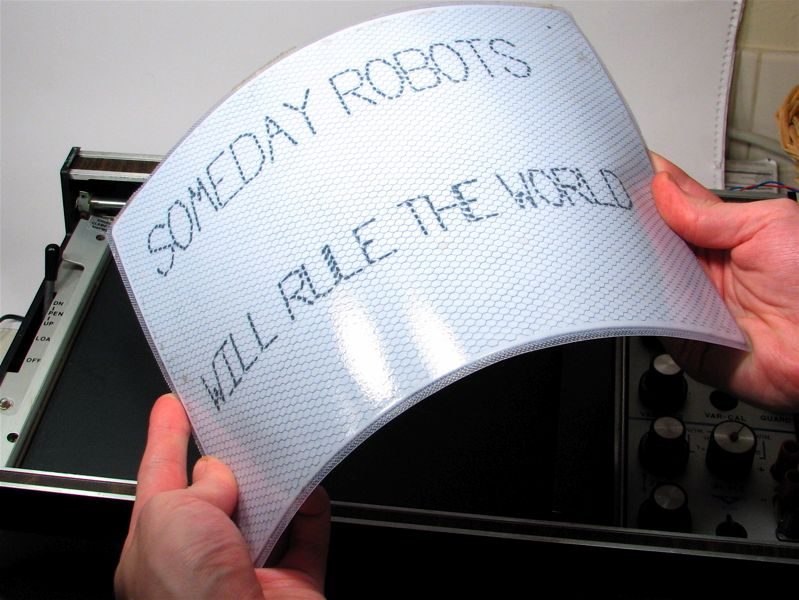
Một nguyên mẫu màn hình giấy điện tử dẻo

Giấy điện tử (e-paper) hiển thị dựa trên là màn hình dẻo đầu tiên khái niệm hóa và tạo nguyên mẫu. Mặc dù hình thức này của màn hình dẻo có một lịch sử lâu dài và đã cố gắng của nhiều công ty, nó chỉ là thời gian gần đây là công nghệ này bắt đầu thấy việc triển khai thương mại dự kiến sẽ sản xuất hàng loạt sẽ được sử dụng trong các thiết bị điện tử tiêu dùng.

#### Xerox PARC
Khái niệm về phát triển một màn hình hiển thị linh hoạt lần đầu tiên được đưa ra bởi Xerox PARC (Palo Alto Công ty Nghiên cứu). Năm 1974, Nicholas K. Sheridon, một nhân viên PARC, thực hiện một bước đột phá lớn trong công nghệ màn hình linh hoạt và sản xuất linh hoạt màn hình hiển thị giấy điện tử đầu tiên. Được mệnh danh là Gyricon, công nghệ màn hình mới này được thiết kế để bắt chước các thuộc tính của giấy, nhưng kết hợp với khả năng hiển thị hình ảnh kỹ thuật số động. Sheridon hình dung sự ra đời của các văn phòng không cần giấy tờ và tìm cách ứng dụng thương mại cho Gyricon Năm 2003 Gyricon LLC được thành lập như một công ty con trực tiếp của Xerox để thương mại hóa các công nghệ giấy điện tử phát triển tại Xerox PARC. hoạt động Gyricon LLC đã được sống ngắn và trong tháng 12 năm 2005 Xerox đóng công ty con trong một động thái để tập trung vào việc cấp phép công nghệ thay thế.

#### HP and ASU
Năm 2005, Đại học bang Arizona đã mở một cơ sở foot vuông 250.000 dành riêng cho nghiên cứu màn hình linh hoạt là Trung tâm hiển thị linh hoạt ASU (FDC). ASU nhận được $ 43.700.000 từ Research Lab quân đội theo hướng phát triển của các cơ sở nghiên cứu này.. Một nguyên mẫu thiết bị theo kế hoạch đã được dự kiến sẽ trình diễn công cộng một năm sau đó. Tuy nhiên, dự án đã gặp một loạt các sự chậm trễ. Trong tháng 12 năm 2008, ASU hợp tác với Hewlett Packard cuối cùng đã chứng minh một nguyên mẫu dẻo e-paper từ Trung tâm hiển thị linh hoạt tại các trường đại học. HP tiếp tục với các nghiên cứu, và trong năm 2010, giới thiệu trình diễn khác..  Tuy nhiên, do hạn chế về công nghệ, HP tuyên bố "[công ty chúng tôi] không thực sự nhìn thấy những tấm được sử dụng trong màn hình thực sự linh hoạt hoặc rollable, nhưng thay vì nhìn thấy chúng được sử dụng để chỉ đơn giản là làm cho màn hình mỏng hơn và nhẹ hơn."

#### Plastic Logic
Công ty này phát triển và sản xuất các màu và nhựa đơn sắc hiển thị linh hoạt trong các kích cỡ khác nhau dựa trên cơ transistor màng mỏng (OTFT) công nghệ độc quyền của nó Các màn hình được sản xuất tại nhà máy mục đích xây dựng của công ty ở Dresden, Đức, đã được nhà máy đầu tiên của loại hình này được xây dựng -. dành riêng để sản xuất khối lượng lớn các thiết bị điện tử hữu cơ Những màn hình linh hoạt được trích dẫn là "không thể phá vỡ", bởi vì chúng được làm hoàn toàn bằng nhựa và không chứa thủy tinh. Họ cũng nhẹ hơn và mỏng hơn so với màn hình kính và dựa trên năng lượng thấp. Các ứng dụng của công nghệ này hiển thị linh hoạt bao gồm biển báo, đồng hồ đeo tay và các thiết bị mặc cũng như các thiết bị ô tô và điện thoại di động

#### Giao diện người dùng hữu cơ
Năm 2004, một nhóm nghiên cứu dẫn đầu bởi Giáo sư Roel Vertegaal tại Đại học Queen 's Human Media Lab tại Canada phát triển PaperWindows, nguyên mẫu máy tính giấy đầu tiên và uốn cong đầu tiên hữu giao diện người dùng. Kể từ đầy đủ màu sắc, hiển thị văn Mỹ có kích thước không có sẵn tại thời điểm đó, PaperWindows triển khai một hình thức của hoạt động lập bản đồ dự báo của các cửa sổ máy tính trên văn bản giấy thật mà làm việc cùng nhau như một máy tính thông qua theo dõi 3D. Tại một bài giảng cho các Gyricon và Human-Computer Interaction đội tại Xerox PARC vào ngày 4 tháng 5 năm 2007, Giáo sư Vertegaal công khai giới thiệu các thuật ngữ hữu giao diện người dùng (OUI) là một công cụ mô tả tác động của công nghệ màn hình không bằng phẳng trên giao diện người dùng của tương lai: các máy tính giấy, các yếu tố hình thức linh hoạt cho các thiết bị máy tính, nhưng cũng bao gồm các đối tượng hiển thị cứng nhắc của hình dạng bất kỳ, với bọc xung quanh, hiển thị giống như da. Các bài giảng đã xuất bản một năm sau đó như là một phần của một vấn đề đặc biệt về giao diện người dùng hữu cơ  trong truyền thông của ACM. Trong tháng 5 năm 2010, Media Lab Nhân hợp tác với Trung tâm hiển thị linh hoạt của ASU để sản xuất PaperPhone các điện thoại thông minh linh hoạt đầu tiên với một màn hình hiển thị điện di linh hoạt. PaperPhone sử dụng cử chỉ uốn cong để điều hướng nội dung. Kể từ đó, Media Lab Nhân đã hợp tác với Plastic Logic và Intel giới thiệu lần đầu tiên máy tính bảng linh hoạt và đa màn hình e-paper máy tính, PaperTab, tại CES 2013, ra mắt lần đầu tiên actuated nguyên mẫu điện thoại thông minh linh hoạt của thế giới, MorePhone vào tháng 4 năm 2013.

#### Khác
Từ năm 2010 Sony Electronics, AU Optronics và LG Electronics đều đã bày tỏ quan tâm trong việc phát triển các màn hình giấy điện tử dẻo Tuy nhiên, chỉ có LG đã chính thức công bố kế hoạch sản xuất hàng loạt màn hình e-paper linh hoạt.

#### Nokia
Nokia lần đầu tiên khái niệm hóa các ứng dụng của màn hình OLED dẻo trong điện thoại di động với Nokia Morph khái niệm điện thoại di động. Bố cho báo chí vào tháng 2 năm 2008, khái niệm Morph là dự án Nokia đã hợp tác phát triển với Đại học Cambridge.. Với sự Morph, Nokia dự định để chứng minh tầm nhìn của họ về các thiết bị di động trong tương lai để kết hợp thiết kế linh hoạt và đa hình; cho phép các thiết bị để liên tục thay đổi và phù hợp với một loạt các nhu cầu của người sử dụng trong các môi trường khác nhau.  Mặc dù trọng tâm của Morph là để chứng minh tiềm năng của công nghệ nano, nó đi tiên phong trong khái niệm của việc sử dụng một màn hình linh hoạt trong một thiết bị điện tử tiêu dùng thiết bị. Nokia trình làng Kinetic nguyên mẫu điện thoại linh hoạt tại Nokia World 2011 tại London, bên cạnh các dòng sản phẩm mới của Nokia Windows Phone 7 thiết bị. Nokia mới quan tâm của họ trong các thiết bị di động linh hoạt một lần nữa vào năm 2011 với khái niệm Nokia Kinetic Các Kinetic được chứng minh là một sự khởi đầu lớn từ Morph thể chất, mà nó còn gắn với tầm nhìn của Nokia đa hình trong các thiết bị di động.

#### Sony

Trình diễn một nguyên mẫu hiển thị dẻo 4.1 từ Sony

Sony Electronics đã bày tỏ sự quan tâm dành cho nghiên cứu và phát triển hướng tới một màn hình hiển thị video linh hoạt từ năm 2005. In partnership with RIKEN (the Institute of Physical and Chemical Research), Sony promised to commercialize this technology in TVs and cellphones sometime around 2010. In May 2010 Sony showcased a rollable TFT-driven OLED display.

#### Samsung
Vào cuối năm 2010, Samsung Electronics đã thông báo sự phát triển của một màn hình AMOLED dẻo nguyên mẫu 4,5 inch Các thiết bị nguyên mẫu sau đó đã được trưng bày tại CES 2011  Trong năm 2011 Q3 quý gọi thu nhập, phó chủ tịch quan hệ nhà đầu tư Samung của, Robert Yi, xác nhận ý định của công ty ứng dụng công nghệ trong thiết bị cầm tay và nói thêm "... chúng tôi đang tìm kiếm để giới thiệu [các màn hình dẻo] đôi khi trong năm 2012, hy vọng các phần trước đó." Trong tháng 1 năm 2012 Samsung mua lại Liquavista, một công ty với chuyên môn trong sản xuất màn hình dẻo, và công bố kế hoạch bắt đầu sản xuất hàng loạt của quý 2 năm 2012 DTrong CES 2013 bài phát biểu trình bày của Samsung, thiết bị di động hai nguyên mẫu, tích hợp công nghệ linh hoạt màn hình AMOLED đã được ra mắt công chúng.
Ngày 08 tháng 10 năm 2013, Samsung Galaxy Round đã được công bố như điện thoại di động đầu tiên trên thế giới với màn hình linh hoạt. Với một màn hình hiển thị 5,7 "màn hình cảm ứng được làm bằng vật liệu linh hoạt, điện thoại (và màn hình) đã được uốn cong ở hình dạng nhưng điện thoại chính nó là rắn, do đó không cho phép cơ thể của nó hoặc các màn hình được uốn cong. Samsung Galaxy Round là 7.9mm dày và nặng 154 gram. Các điện thoại thông minh chạy trên hệ điều hành Android 4.3 Jelly Bean và được bán với giá $ 1000 sau khi phát hành.

#### ASU
Trung tâm Flexible Display (FDC) tại đại học bang Arizona đã công bố tiếp tục nỗ lực trong chuyển tiếp màn hình dẻo vào năm 2012. Ngày 30 tháng 5, trong quan hệ đối tác với quân đội Research Lab các nhà khoa học, ASU thông báo rằng nó đã sản xuất thành công màn hình OLED dẻo lớn nhất thế giới sử dụng bóng bán dẫn màng mỏng (TFTs) công nghệ. ASU dự định màn hình được sử dụng trong "thiết bị mỏng, nhẹ, uốn cong và rất bền."

## Sự linh hoạt
Màn hình dẻo có thể được sử dụng trong 4 trường hợp:
- Trong trường hợp Galaxy Round, "màn hình dẻo" có ý nghĩa rằng màn hình của máy không có dạng phẳng. Trong quá trình sản xuất, tại một thời điểm nào đó, Samsung đã tạo ra hình dạng cong cho màn hình của Galaxy Round, và sau đó cố định vị trí của tất cả các bộ phận.[1]
- Loại thứ hai là loại "có thể bẻ cong được". Hãy hình dung các màn hình này giống như thẻ ATM. Bạn có thể bẻ cong chúng đôi chút, song không thể gập chúng lại làm đôi.[1]
- Trường hợp thứ 3 là màn hình "gập". Theo đúng như tên gọi, bạn có thể gập màn hình này giống như gập giấy vậy.[1]
- Trường hợp cuối cùng là màn hình có thể cuộn tròn được. Đây là loại màn hình bền bỉ nhất, cao cấp nhất trong số các loại màn hình dẻo.[1]